# Instituto Tecnológico de Atitalaquia
El Instituto Tecnológico de Atitalaquia (ITAt), es una institución pública de educación superior, ubicada en el municipio de Atitalaquia, en el Estado de Hidalgo, México.

## Historia
El Instituto Tecnológico de Atitalaquia inició operaciones en mayo de 2010. Ocupando en algunas aulas de la Secundaria Técnica N.º 13, Antonio Soto Gama. Para enero de 2011 un espacio en el CETIS N.º 26 Fray Diego de Rodríguez, lugar en que permanecieron hasta diciembre del mismo año. Posteriormente ocupan en préstamo el Auditorio Ejidal de la comunidad de El Tablón. A partir de mayo de 2012 el instituto ocupa las que serían sus instalaciones definitivas. A junio de 2013 el ITAt, cuenta con 3 carreras, la de Ingeniería Industrial, Ingeniería Química e Ingeniería Mecatrónica.
En marzo del 2015, otro grupo de jóvenes se manifestaron tomando las instalaciones del ITAt, en esa ocasión la exigencia era el equipamiento de los laboratorios. El 30 de agosto de 2017, alumnos del Instituto Tecnológico de Atitalaquia cerraron la institución, lo anterior debido a que exigen las instalaciones completas, entre ellas, el equipamiento de los laboratorios de Ingeniería Química, industrial y mecatrónica.

## Oferta educativa
La oferta educativa del Instituto Tecnológico de Atitalaquia es:
- Ingeniería Industrial
- Ingeniería Mecatrónica
- Ingeniería Química
- Ingeniería en Sistemas Computacionales

## Símbolos
Escudo
Escudo en un pentágono con fondo color azul y sobrepuesto en un engrane gris claro. El engrane representa a la técnica. Al centro inferior del pentágono se encuentra un libro en representación del conocimiento dentro del cual se perciben las imágenes de una molécula, un androide y la industrialización. Del lado superior izquierdo la figura de la fachada de la iglesia de Atitalaquia.
Mascota
La mascota del Instituto Tecnológico de Atitalaquia es el cenzontle o sinsonte (Mimus polyglottos), ave originaria del Estado de Hidalgo.

## Campus
El Instituto Tecnológico de Atitalaquia cuenta con cuatro edificios. Uno destinado para actividades educativas, uno para la unidad académica departamental, otro para la unidad de laboratorios y una cafetería.